# لكمة الفايق (بني مطر)

تعديل مصدري - تعديل

لكمة الفايق هي إحدى قرى عزلة بني قيس بمديرية بني مطر التابعة لمحافظة صنعاء، بلغ تعداد سكانها 236 نسمة حسب تعداد اليمن لعام 2004.